# Jared Taylor
Samuel Jared Taylor (Kōbe, 15 settembre 1951) è un giornalista e attivista statunitense; suprematista bianco ed editore di American Renaissance, una rivista online suprematista fondata da Taylor nel 1990.
È un ex membro del comitato consultivo di The Occidental Quarterly e un ex direttore del National Policy Institute, un think tank nazionalista bianco con sede in Virginia. È anche membro del consiglio e portavoce del Consiglio dei cittadini conservatori.
Taylor e molte delle sue organizzazioni associate sono state accusate da gruppi per i diritti civili, mezzi di informazione e accademici che studiano il razzismo negli Stati Uniti, di promuovere ideologie razziste.

## Biografia
Jared Taylor nacque a Kobe, Giappone, da missionari americani provenienti dalla Virginia.
Lavorò come docente di lingua giapponese.
Ha due figlie, nate dalla relazione con Evelyn Rich.
Parla fluentemente l'inglese, il giapponese e il francese.

## American Renaissance
American Renaissance (stilizzato AmRen) è un sito web gestito da Taylor che contiene video e articoli, scritti dai collaboratori di Taylor o collegamenti di articoli di altre testate, saggi, interviste e analisi.
I temi principali riguardano la politica, l'immigrazione, la cronaca nera,la storia, la scienza evoluzionistica/genetica e il rapporto tra le razze.
In particolare si analizzano gli argomenti da punto di vista dei bianchi americani intesi come comunità di persone d'origine europea con un forte sistema di valori occidentali.

## Idee politiche
Jared Taylor si considera conservatore ma non ha mai sostenuto il Partito Repubblicano e si è dichiarato deluso da Donald Trump.